# Ioannis Kousoulos
Ioannis Kousoulos (en griego: Ιωάννης Κούσουλος; Limasol, 14 de junio de 1996) es un futbolista chipriota que juega en la demarcación de defensa para el A. C. Omonia de la Primera División de Chipre.

## Selección nacional
Tras jugar con la selección de fútbol sub-19 de Chipre y la sub-21, finalmente debutó con la selección absoluta el 23 de marzo de 2018. Lo hizo en un partido amistoso contra Montenegro que finalizó con un resultado de empate a cero.

### Goles internacionales
| # | Fecha                   | Estadio                                                | Oponente   | Gol | Resultado | Competición                         |
| - | ----------------------- | ------------------------------------------------------ | ---------- | --- | --------- | ----------------------------------- |
| 1 | 21 de marzo de 2019     | Estadio GSP, Nicosia, Chipre                           | San Marino | 3-0 | 5-0       | Clasificación para la Eurocopa 2020 |
| 2 | 8 de junio de 2019      | Hampden Park, Glasgow, Escocia                         | Escocia    | 1-1 | 2-1       | Clasificación para la Eurocopa 2020 |
| 3 | 9 de septiembre de 2019 | Estadio Olímpico de San Marino, Serravalle, San Marino | San Marino | 0-1 | 0-4       | Clasificación para la Eurocopa 2020 |
| 4 | 9 de septiembre de 2019 | Estadio Olímpico de San Marino, Serravalle, San Marino | San Marino | 0-3 | 0-4       | Clasificación para la Eurocopa 2020 |

## Clubes
| Club                     | País   | Año       | Partidos | Goles |
| ------------------------ | ------ | --------- | -------- | ----- |
| Nea Salamis Famagusta FC | Chipre | 2013-2018 | 127      | 3     |
| A. C. Omonia             | Chipre | 2018-     | 202      | 15    |

## Palmarés

### Títulos nacionales
| Título                     | Club         | País   | Año  |
| -------------------------- | ------------ | ------ | ---- |
| Primera División de Chipre | A. C. Omonia | Chipre | 2021 |
| Supercopa de Chipre        | A. C. Omonia | Chipre | 2021 |
| Copa de Chipre             | A. C. Omonia | Chipre | 2022 |
| Copa de Chipre             | A. C. Omonia | Chipre | 2023 |